# Git (namn)
Git är ett svenskt kvinnonamn.

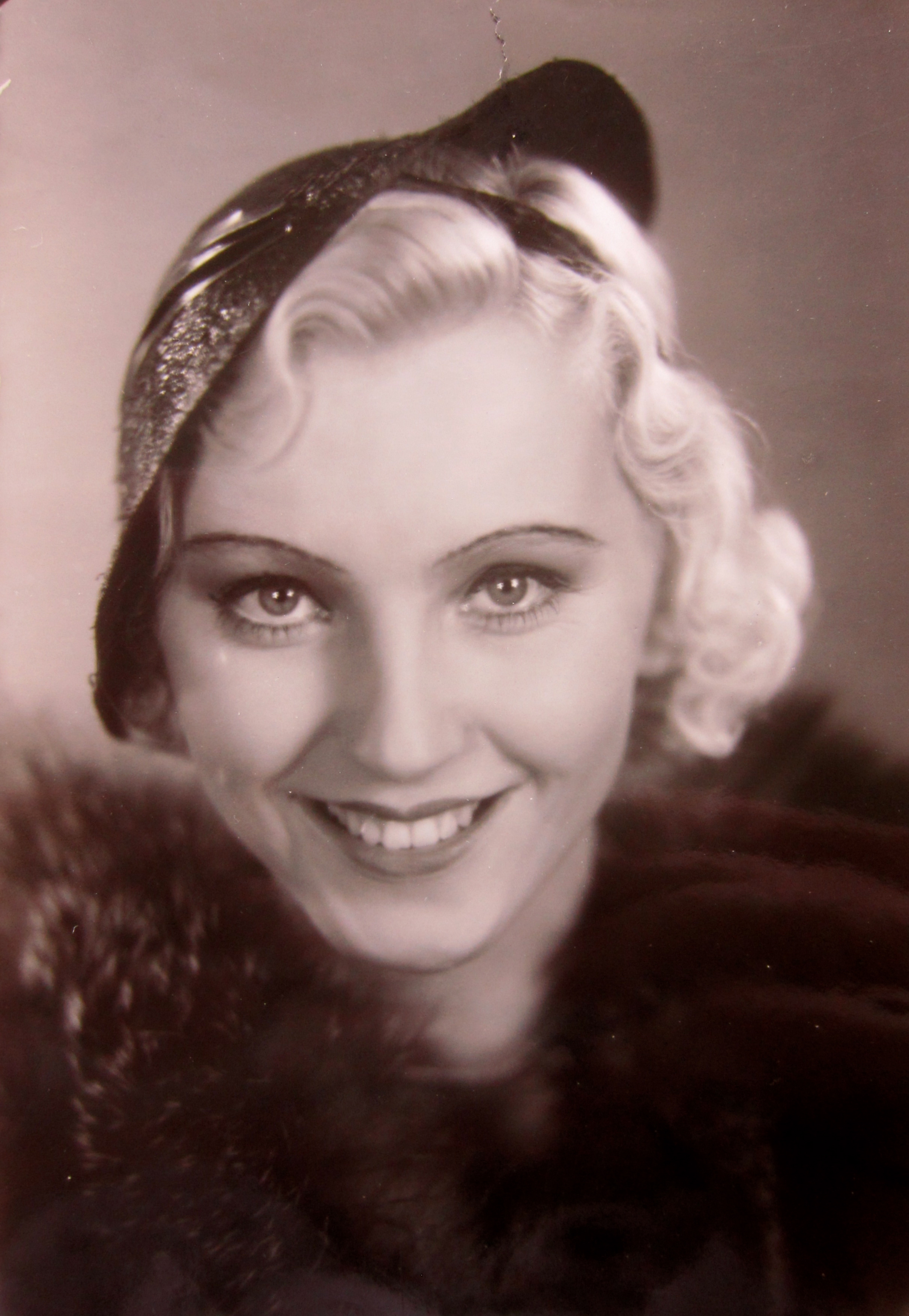
Git Gay

Namnet Git är ursprungligen en smekform till namn som Birgit, Birgitta och Margit. Namnet, vars äldsta belägg är från 1901 med stavningen Guit, var mest populärt under 1960-talet.

## Personer med namnet Git
- Git Gay
- Git Kraghe
- Git Magnusson
- Git Persson
- Git Scheynius